# Pyramidella candida
Pyramidella candida är en snäckart som beskrevs av Morch 1875. Pyramidella candida ingår i släktet Pyramidella och familjen Pyramidellidae. Inga underarter finns listade i Catalogue of Life.